# XII саммит БРИКС
XII саммит БРИКС — встреча глав государств объединения БРИКС, которая проходила в Российской Федерации 17 ноября 2020 года. Этот саммит стал первым в истории объединения, который состоялся в режиме видеоконференции.

## Предыстория
Изначально местом проведения саммита был определён город Челябинск. Однако 15 августа 2019 года указом президента России городом, принимающим саммит, был утверждён Санкт-Петербург. Проведение мероприятия было запланировано на 21—23 июля 2020 года.
27 мая 2020 года на фоне ограничительных мер, связанных с пандемией коронавируса, оргкомитет перенёс встречу лидеров стран БРИКС на неопределённый срок.
В начале октября того же года организаторы определили дату и формат проведения — 17 ноября 2020 года в режиме видеоконференции.

## Повестка
Темой стало «Партнёрство БРИКС в интересах глобальной стабильности, общей безопасности и инновационного роста».
Главы государств и правительств стран — участниц объединения обсудили состояние и перспективы сотрудничества, а также подвели итоги российского председательства в БРИКС в 2020 году. Лидеры рассмотрели актуальные проблемы международной повестки и сверили позиции накануне предстоящего саммита G20 (21—22 ноября 2020).
Участники также заслушали докладчиков, курировавших работу по направлениям деятельности БРИКС. В частности, секретарь Совета Безопасности РФ Николай Патрушев сообщил о взаимодействии по вопросам противодействия пандемии COVID-19, борьбы с терроризмом и киберпреступностью. Президент Нового банка развития (НБР) Маркус Троихо сообщил о результатах функционирования финансовой организации и планах на 2021 год.
Президент Торгово-промышленной палаты России Сергей Катырин проинформировал о мероприятиях Делового совета, председатель ВЭБ.РФ Игорь Шувалов рассказал о Механизме межбанковского сотрудничества объединения, а председатель совета директоров компании «Глобал Рус Трейд» Анна Нестерова представила доклад об учреждении Женского делового альянса БРИКС.
Кроме того, участники поздравили президента ЮАР Сирила Рамафозу с днём рождения, который совпал с датой проведения встречи.
По итогам были приняты Московская декларация, в которой отражены консолидированные подходы государств «пятёрки» к дальнейшему развитию объединения, а также Стратегия экономического партнёрства БРИКС на период до 2025 года и Антитеррористическая стратегия БРИКС .

## Участники

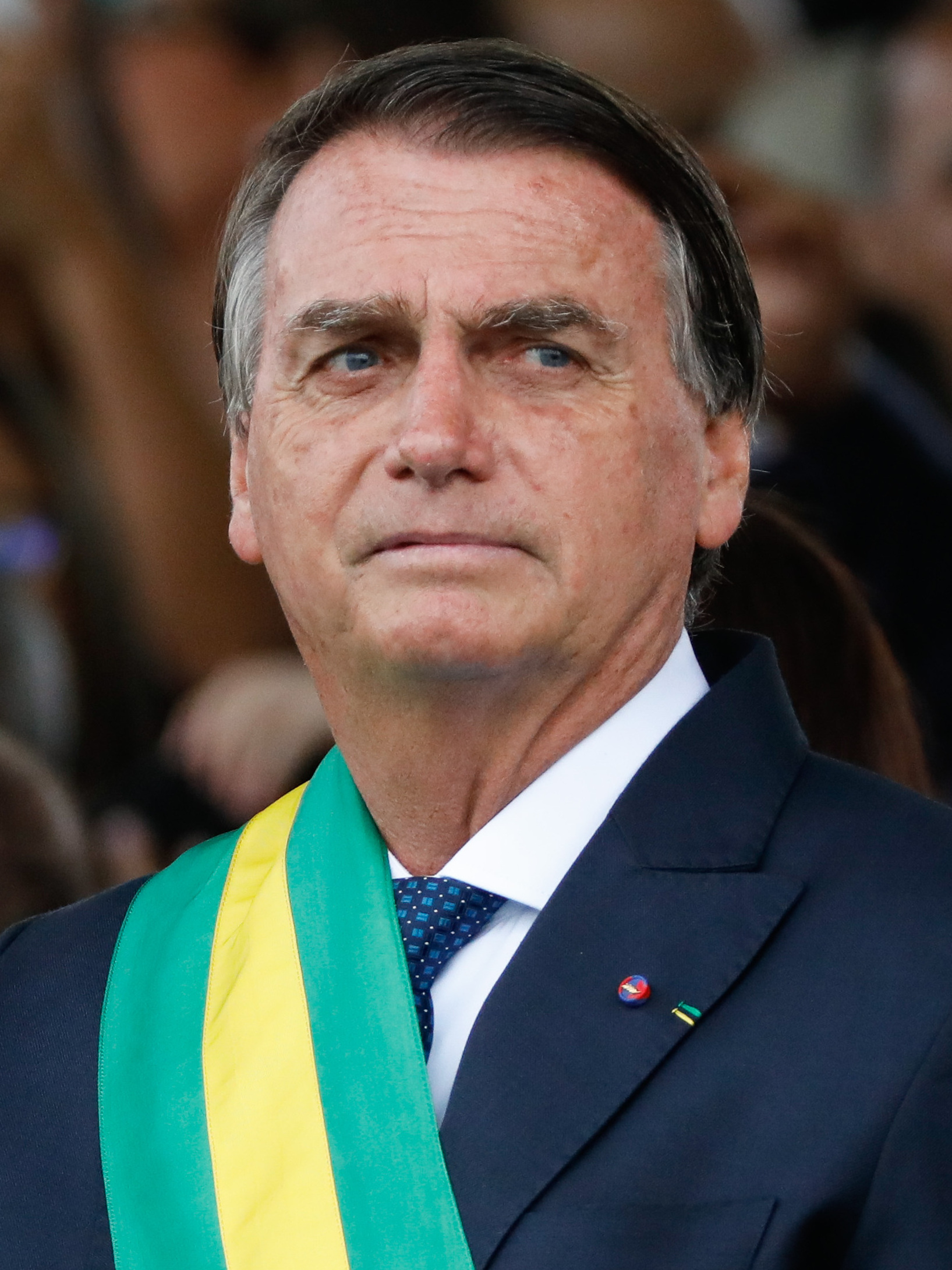
Жаир Болсонару, Президент
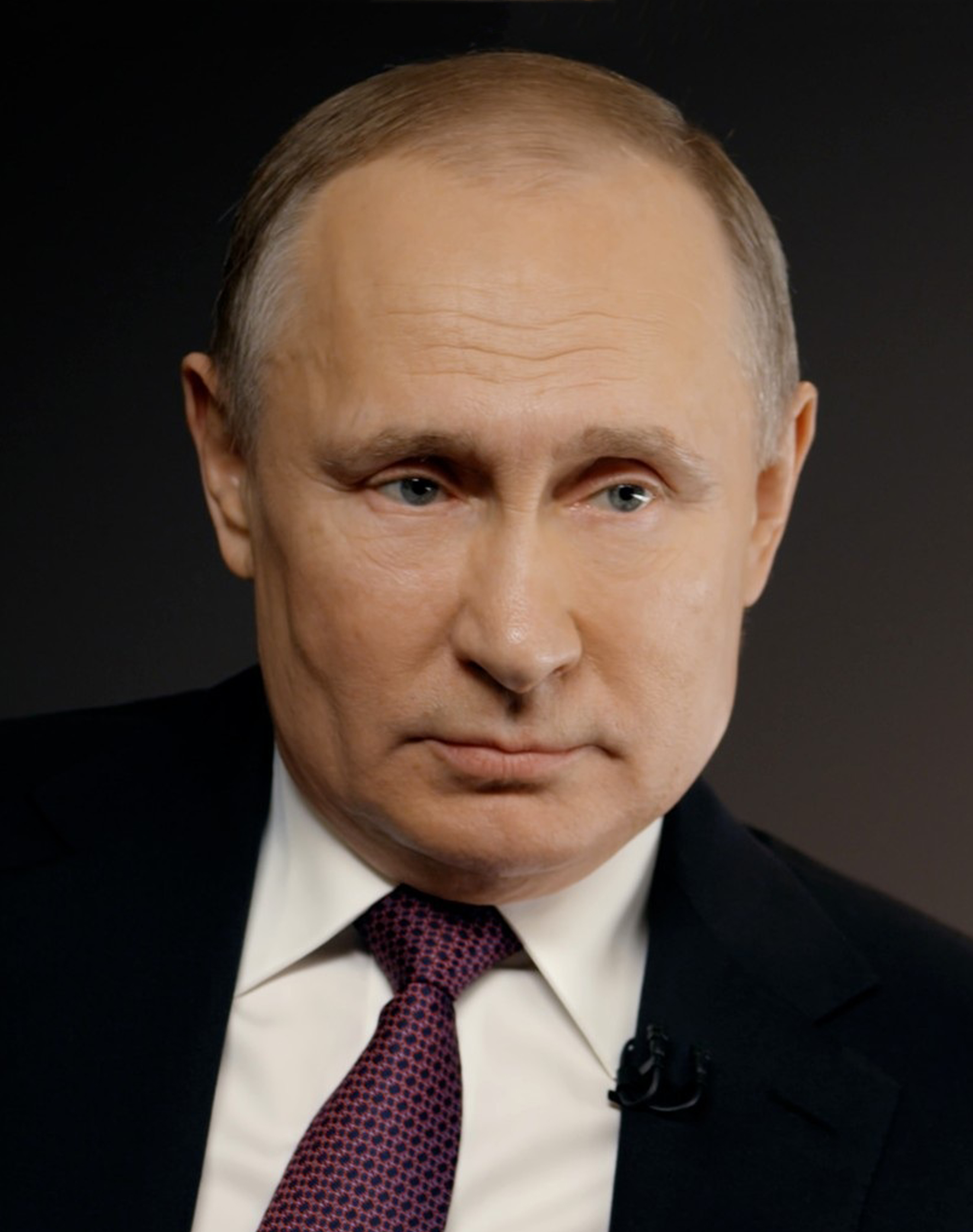
Владимир Путин, Президент
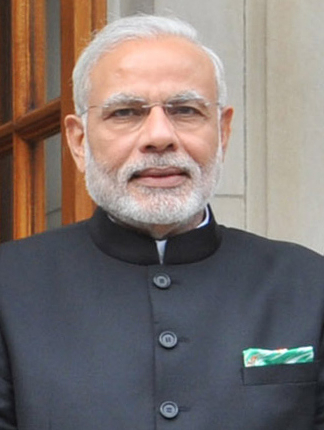
Нарендра Моди, Премьер-министр
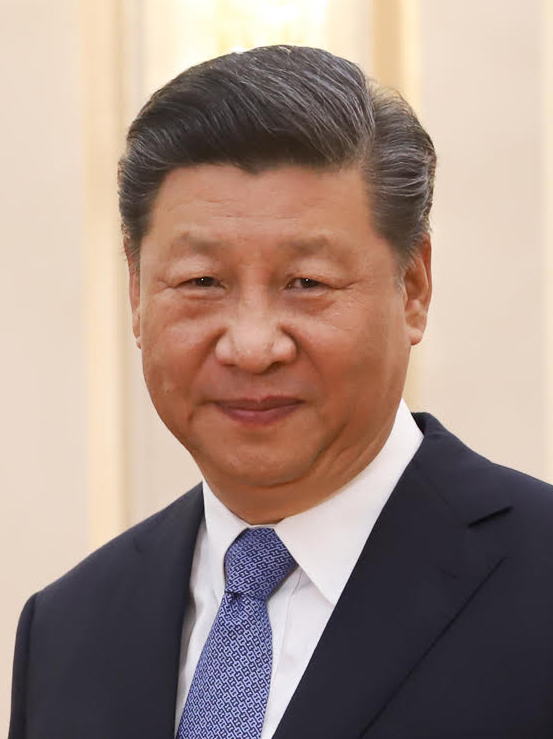
Си Цзиньпин, Председатель КНР
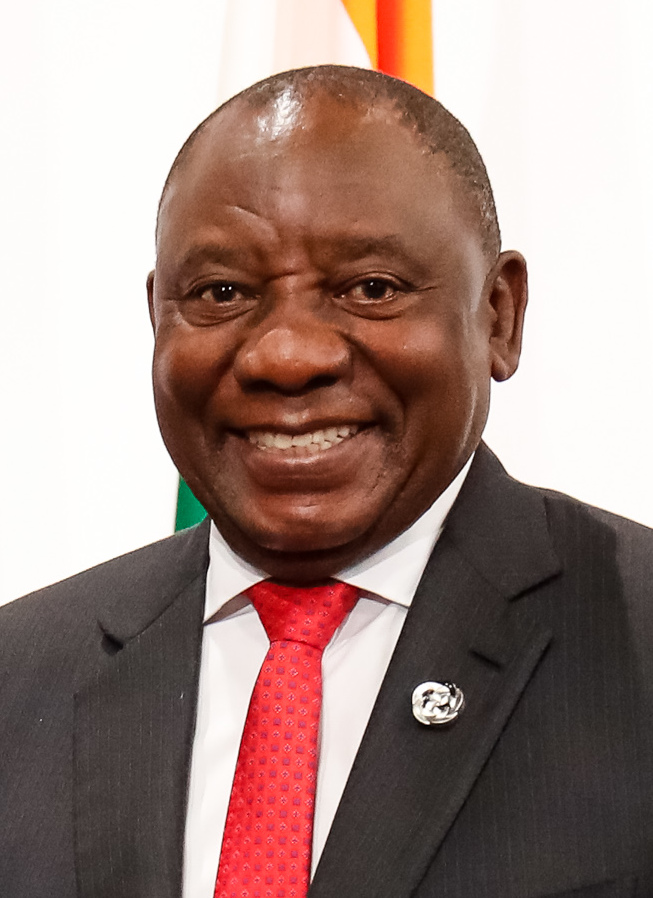
Сирил Рамафоза, Президент